# 前田和之 (陸上選手)
前田 和之（まえだ かずゆき、1980年2月10日- ）は、日本の陸上競技選手。長崎県西彼杵郡時津町出身。長崎県立諫早高等学校･亜細亜大学卒業。コニカミノルタ所属。

## 経歴
小学2年生頃兄の後を追って時津東小学校区の時津東陸上クラブに入部し陸上を始めた。中学時代第2回全国中学校駅伝大会において1区2位の成績を残した。高校時代の1997年にはインターハイ5000mで8位入賞を果たした。
諫早高校卒業後は亜細亜大学に進学し岡田正裕監督の指導を受ける。2002年4年時の箱根駅伝では2区(23.2km)を神屋伸行、オンベチェ・モカンバ、徳本一善らと走り、1時間08分37秒で区間3位の成績を残した。
亜細亜大学卒業後は、コニカミノルタに入社し酒井勝充監督の指導を受ける。2003年ポルトガルで開かれた第12回世界ハーフマラソン選手権には日本代表として諏訪利成らと出場、1時間03分07秒で走り14位(日本人1位)の成績を残した。
2009年の延岡西日本マラソンでは、後半独走となり2時間13分55秒のタイムでマラソン初優勝を飾った。
ニューイヤー駅伝には4回出場。全てアンカー区間の7区を任され、2004年は7区区間賞。2005年は中国電力とのデッドヒートの末、優勝のゴールテープを切っている。
2010年3月をもって現役を引退。